# 圖克里峰
77°16′55″S 161°41′31″W / 77.28194°S 161.69194°W
圖克里峰是南極洲的山峰，位於維多利亞地，屬於聖約翰斯山脈的一部分，海拔高度1,400米，在2005年由新西蘭探險隊命名，現時由南極條約體系管理。